# Velence (Sargent-kép)
A Velence (Venice) című festmény John Singer Sargent alkotása, amely New York-i Metropolitan Művészeti Múzeum gyűjteményének része.

## Keletkezése
Az amerikai művész 1898 és 1913 között szinte minden évben elutazott Velencébe, ahol barátokból és kollégákból álló társaság, valamint a festővászonra kívánkozó város várt rá. A Metropolitan-múzeumban őrzött képe 1903 körül készülhetett, két egymásra merőleges ház találkozását és az előttük folyó csatorna vizét ábrázolja szürkületben. Az egyik ház bejárata felett már ég a lámpa.
Az alkotás vízfestékkel, gouache technikával papírra készült. A festmény 25,1 × 35,1 centiméteres, bekeretezve 46,4 × 61,6 × 2,9 centiméteres. Sargent a csökkenő fény miatt elhomályosodó részleteket és a kontúrjukat vesztő formákat nagy, elfolyó festékfoltokkal, és az azokba húzott széles ecsetvonásokkal hangsúlyozza. A lagúna finoman hullámzó vízét és a benne tükröződő házfalakat szinte kanyargó vonalakkal vitte a papírra. Képe megfelel a kortárs úti beszámolóknak, amelyek gyönyörűnek, egyben melankolikusnak festették le az esti Velencét.
A festmény John Singer Sargent tulajdonában volt 1925-ös haláláig, majd testvérei, Violet Sargent és Emily Sargent örökölte meg. Violet Sargent, asszonynevén Mrs. Francis Ormond 1950-ben ajándékozta a Metropolitan Művészeti Múzeumnak.